# دای نالیت
دای نالیت یک نورپردازی و سیستم کنترل خودکار است که در سیدنی، استرالیا توسط یک کمپانی با همین نام ایجاد شده‌است. در سال ۲۰۰۹ شرکت توسط فیلیپس خریداری شد تا فیلیپس _ دای نالیت شود. سیستم به‌طور معمول برای کاربردهای کنترل نور، خودکار سازی ساختمان، خودکار سازی خانه و خودکار سازی اتاق به کار رفته‌است و در سرتاسر جهان فروش داشته‌است.

## طراحی سیستم
سیستم دای نالیت تشکیل شده‌است از:
واسطه‌های مشترک با کاربر – کلیدها، صفحه‌ها، حسگرهای گرما و حرکت، صفحه تصویر لمسی و اخیراً تجهیزات آی او اس.
صفحه‌ها که به شکل نمونه استاندارد هستند، اندازه ورقه‌های کلید دیوار را گرفته‌اند (سایز استاندارد اروپا یا استرالیا)، اما به جای کلیدهای اهرمی معمول، آن‌ها کلیدهایی با طرح‌های متفاوت دارند، معمولاً با یک نشانگر ال ای دی در داخل هستند.
تجهیزات خروجی – تیره کننده‌ها، تقویت کننده‌ها، تحریک کننده‌های ال ای دی و دی آ ال آی، دی اس آی و کنترل کننده‌های ۰ – ۱۰ ولت.
تیره کننده‌ها در هر جایی یک محدوده تغییر دارند از یک کنترل‌کننده تقویت ۲۴۰ ولتی تنها تا تبدیل شدن و به دنبال آمدن تا لبه ۱ – ۲۰ آمپری تجهیزات.
شبکه تجهیزات را استوار می‌کند: رابط‌های شبکه میدان حدود تغییر شبکه را توسعه می‌دهد، به علاوه به یکپارچگی با دیگر تکنولوژی‌ها همچون آ ام ایکس، کرسترون، غیره را فراهم کرده‌است.
از طریق ۱۰۰ - تجهیز ارتباط راه دور اساسی، شبکه ارتباطی توانایی گسترش بیش از شبکه‌های تی سی پی / آی پی را دارد، که همچنین اجازه کاربرد سیستم‌های کامپیوتری که می‌توانند به سیستم جمع شوند و و یکی شوند را می‌دهد.

## عرصه‌ها و کانال‌ها
اجزای شبکه همگی به کار می‌روند تا یک سیستم از عرصه‌ها و کانال‌ها را تنظیم کنند. هر کدام از داده‌های نور، بادزن، دودکش و مسیر گردش ذخیره یک محدوده انجام کار و کانال در عرصه است.
برای مثال، یک خانه ممکن است سه اتاق داشته باشد. هر اتاق یک عرصه نامیده می‌شود. آشپزخانه ممکن است شامل چراغ‌های بالاسری، یک بادزن با وسعت – کلاهک دودکش و چراغ‌های بالای میز باشد. این سه تا کانال نامیده می‌شوند.
آن عرصه‌ها و کانال‌های که در موقعیت کار هستند، به عنوان، یک از پیش تنظیم شده، فرا خوانده می‌شوند. در مورد از پیش تنظیم شده ۱، به‌طور نمونه، همه چراغ‌ها و غیره، همه روشن هستند، در مورد از پیش تنظیم شده ۴، همه چراغ‌ها خاموش هستند. این همه قابلیت تغییر همه منظوره جهت بالا بردن کارایی، که توسط هر دوی برنامه ریز یا اگر اجازه داده شده باشد، به وسیله پایان دادن به مصرف‌کننده که به همان اندازه مؤثر می‌باشد، است؛ بنابراین، با فرستادن پیام " عرصه ۳ از پیش تعیین شده ۴ " چراغ‌های عرصه ۳ (اتاق ۳) را خاموش خواهد کرد. فرستادن " عرصه ۳ و موقعیت قبلی ۲ " چراغ‌ها را به سطح پایین تنظیم خواهد کرد، که این قابلیت تغییر برای بالا بردن کارایی است.
کانال‌ها همچنین می‌توانند به عنوان از قبل تنظیم شده فرستاده شوند جدا از، از قبل تنظیم شده ناحیه که به آن تعلق دارند. " منطقه ۳ موقعیت از قبل تنظیم شده ۴ " چراغ‌ها را خاموش می‌کند، آنگاه " عرصه ۳ کانال ۷ موقعیت از قبل تنظیم شده ۱ " چراغ را به روشن بر می‌گرداند.

## ارتباطات
اجزای سازنده دای نالیت با به کارگیری دای نت ارتباط بر قرار می‌کنند. لایه فیزیکی تشکیل شده‌است از یک تعدیل یافته سریال آر- اس ۴۸۵ تی آی آ / ای آی آ – ۴۸۵ – آ که در حرکت مداوم در گذر از طول کابل سی آ تی ۵ است، آبی و آبی / سفید سیگنال گرما و سرما را به ترتیب حمل می‌کند، نارنجی و نارنجی / سفید ۱۲ ولت را حمل می‌کند، سبز و سبز / سفید ۰ ولت را حمل می‌کند، قهوه‌ای و قهوه‌ای / سفید بی‌مصرف هستند. خاتمه دادن پایان خط (کابل) لازم است.
دای نت ۱ به‌طور معمول بیشترین، در به کارگیری قرارداد در سرتا سر گذر است، پیغام‌هایی ۸ بایتی از داده‌ها موجود است، ۸ امین بایت یک مجموع مقابله‌ای است. به‌طور معمول دو نوع پیغام وجود دارد که توسط دای نت فرستاده می‌شود: منطقی و فیزیکی. پیغام‌های منطقی به عرصه و کانال‌ها فرمان می‌دهد، و پیغام‌های فیزیکی به‌طور مستقیم به تجهیزات و دستگاه فرمان می‌دهد. این دو به‌طور نمونه پیغام‌های ۱ سی و ۵ سی نامیده شده‌اند، به واسطه اولین بایت از پیغامشان.
پیغام آ ۱ سی تشکیل شده‌است از: {۱ سی}{عرصه}{داده ۱}{آپ کد}{داده ۲}{داده ۳}{اتصال}{ مجموع مقابله‌ای}
عرصه، پیغام ناحیه‌ای که در کنترل منطق می‌باشد، است.
آپ کد اتفاقاتی را که درعرصه افتاده است، مشخص می‌کند.
فرمان اتصال، یک کلید ریز است که می‌تواند برای فیلتر کردن کانال‌های انتخابی به کار رود.
یک آپ کد از ۰۰ تا ۰۳ به این معنا است که عمل به محیط داده شده فرستاده شد، نسبت به شرایط قبلی مشخص شده ۱ تا ۴ به علاوه ۸ مرتبه ارزش داده ۳ بیش از زمانی است که با داده‌های ۱ و ۲ مشخص شده‌است.
یک آپ کد از ۰ آ تا ۰ دی به این معنا است که عمل به محیط داده شده فرستاده شد، نسبت به شرایط قبلی مشخص شده ۵ تا ۸ به علاوه ۸ مرتبه ارزش داده ۳ بیش از زمانی است که با داده‌های ۱ و ۲ مشخص شده‌است؛ که آن امکان ۸ * ۲۵۵ وضعیت از پیش تنظیم شده را می‌دهد. یک کار معمول ۴ تا ۸ به کار می‌برد، و به‌طور معمول شرایط از قبل تنظیم شده ۴ به " خاموش " یا " همه به ۰٪ " اختصاص می‌یابد.
دای نت ۲ به‌طور اصلی برای ارسال داده به تجهیزات شبکه به کار می‌رود. این مطلب اجازه می‌دهد که پیغام‌های بیشتری از داده فرستاده شود، و به طورقابل توجه‌ای زمان عقب ماندن را کاهش می‌دهد.

## مزایا
هر وسیله، کنترل‌کننده منطقی برنامه پذیر خودش را شامل می‌شود و مدل همتا و برابری را دنبال می‌کند، مزیت اصلی این مورد، این است که هیچ اعتماد و اتکایی روی کنترل‌کننده مرکزی تنها وجود ندارد، سیستم توانای یک سطح بالایی از اعتماد است و بنابراین برای شرایط، جایی که همه اشکال و عیب می‌توانست یک انتشار ایمنی باشد، مانند سیستم‌های روشنایی در مکان‌های عمومی، به‌طور عالی منطبق و جور شده‌است.
" پیغام بر تغییر " سیستم تنها هر زمان که چگونگی و کیفیت روشنایی بنابر تغییر است، پیغام می‌فرستد، در مخالفت کردن با لایحه دی ام ایکس، داده – نقشه کامل، که بدون تغییر جاری می‌شود، است. این برای تعداد بیشتری ازتجهیزات بر روی تنها گذر، اجازه می‌دهد اما همچنین منجر به ازبین رفتن پیغام‌ها می‌شود – مانند پایین.
هنگامی که بیشترین دای نت به‌طور آشکار منتشر شد، این امکان هست که با سومین بخش تجهیزات کامل و یکی شود.

## اشکالات
قواعد دای نت هیچ تصحیح اشتباهی یا کنترل ارسال پیامی را انجام نمی‌دهد، هر پیام شبکه ارتباطی بر اساس " بهترین تلاش " فرستاده می‌شود. این به این معنا است که اگر یک پیام مخابره شده تحریف و خراب شود یا با یک ابزار دریافت خطا برود، هیچ چیزی وجود ندارد که پیغامی را که نرسیده است به دست آورد و بارگیری کند، اما همچنین برای ارتباط سریعتر و بیشتر و جواب گویی به توان ورودی و انرژی کاربر در موقعیت‌های مطلوب، فرصت می‌سازد. طراحی، امکان پیام‌های از بین رفته تجهیزات را می‌سازد. در موقعیتی که یک کاربر یک دکمه را برای روشن کردن یک چراغ فشار دهد، این مشکل بزرگی را عرضه و ارائه نمی‌کند در برابر هنگامی که کاربر شاید آگاه شود و دکمه را دوباره فشار دهد، اما اگر یک بیان پیغام خودکار، از یک ساعت زمان‌بندی، پتانسیل برای یک پیغام مهم که روشن شدن چراغ‌های خارج یک مرکز خرید که موفق نشده‌است، وجود دارد. محدوده کار معمول برای این، آسان کردن فرستادن پیغام‌های مهم دو بار یا بیشتر می‌باشد.
نرم‌افزار برنامه دای نالیت قبلی (دی لایت ۲) که به‌طور معمول تا حدود سال ۲۰۱۱ کاربرد داشت، (و هنوز گاهی وقت‌ها برای تجهیزات قدیم تر به کار می‌رود) به‌طور پیش رونده و ترقی بر روی یک برنامه کاربردی از ویندوز ۳٫۱۱ ساخته شد، و خیلی از میانبرهای صفحه کلید غیر سندی را که برای برنامه دادن به یک سیستم لازم هستند، پنهان کرد.
ویراستار رؤیایی در سال ۲۰۱۰ اقدام کرد و طراحی شد برای این که، بیشترین مستقیماً درک‌کننده و استفاده آسان باشد. این برای برنامه‌نویس‌ها و طرح ریزها طراحی شد – هیچ انتظاری بر پایان دادن بر این که کاربرها بتوانند سیستم خودشان را تنظیم کنند، نبود. یک نیاز به تعلیم و آموزش و کارآموزی (معمولاً به‌طور آزاد) توسط توزیع‌کننده دای نالیت فراهم شد.

## کاربرد و اجرا
یک انتخاب از مقیاس بزرگ برقراری و استقرار و نصب داینالیت در ساختمان‌ها:
- برج خلیفه – بلندترین ساختمان جهان
- مجموعه تفریحی برس وود
- اقامت گاه مانولاس
- مرکز نمایشگاهی و همایش پرت
- گرند حیات – هتل دبی
- ساختمان جین مائو – بلندترین ساختمان چین
- کازینو گراون – ملبورن استرالیا
- مرکز نمایشگاهی و همایش گلد کوست
- استادیوم سان کورپ – المپیک استرالیا
- تی پاپا – موزه نیوزلند
- راوند هاوس – تئاتر لندن
- مرکز ترافورد – مرکز خرید منچستر
- وست فیلد – مرکز خرید لندن
- موزه ملی اسکاتلند – موزه ادینبرگ اسکاتلند

## مطالعه بیشتر
- دوموتیک
- خانه خودکار
- ساختمان هوشمند
- سیتم کنترل نور
- محیط هوشمند
- اتاق خودکار
- پنل‌های لمسی